# 포케불프 Fw 190

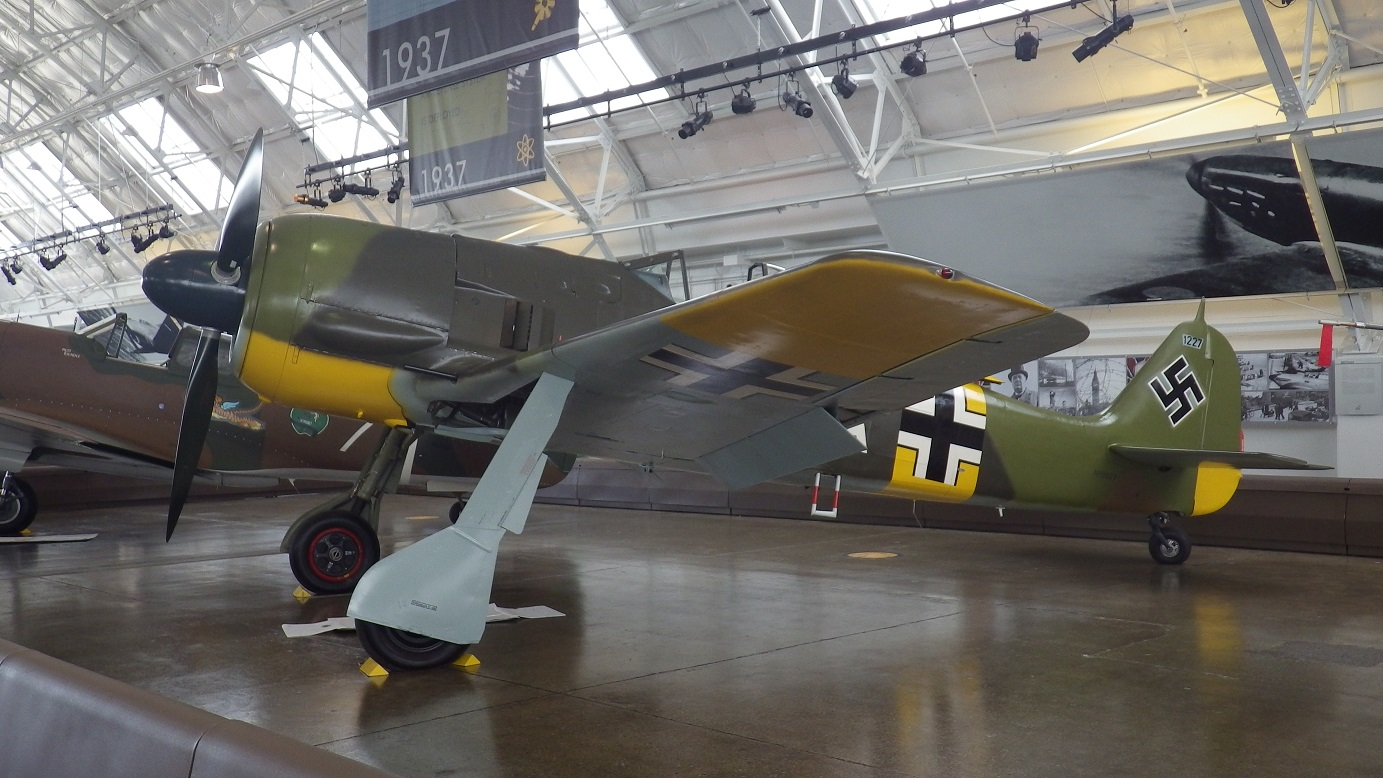
세계에 잔존한 Fw 190 기체들 중에서 유일한 비행 가능 기체다

FW 190 전투기는 독일의 전투기 제작회산인 포케불프사가 개발하여 1941년 7월부터 1945년 독일이 패전할 때까지 독일 공군이 사용한 전투기이다.
포케불프 Fw 190계열의 항공기들은 헨리히 포케와 게오르그 불프가 1923년에 설립한 포케불프사에서 수석 연구원으로 일하던 공군 전투기 조종사 출신자이고 항공공학자이었던 쿠르트 탕크(Kurt Tank) 박사가 제2차 세계대전 때에 만든 전투기들이다. 처음으로 시험비행을 한 Fw 190전투기는 1939년 6월 1일에 첫 비행을 한 Fw 190 V-1형 전투기였는데 그 뒤 Fw 190 V-1형 전투기가 여러번 개량된 Fw 190의 최초의 초기형 Fw 190 A-1 전투기가 독소전쟁이 시작된 직후인 1941년 6월 말에 독일 공군의 26비행대에 배치되었다. FW190 A-1형 전투기는 영국의 스핏파이어와 맞서는 뛰어난 성능을 나타내어 연합군 전투기 조종사들은 Fw 190A-1형 전투기를 도살새라고 불렀고, 이것이 Fw 190계열 전투기들의 별명이 되었다.
생산됐던 포케불프 기종들 가운데 가장 많이 생산되었던 Fw 190A-8형의 제원은 조종사 1명이 탑승하며, 길이는 8.84m, 높이는 3.96m, 너비는 10.49m이었고, BMW 901 D형기관을 사용하며 최대속력은 656km/h이었다. 무장은 MG131 13mm 중기관총 2정, MG 151/20 20mm 기관포 4문이었다. Fw 190 A형 전투기는 폭탄을 달고 지상 표적들을 공격할 수 있는 전폭기의 기능을 수행할 수 있었고, 로켓탄을 장비할 수도 있었다. 전투용으로 생산된 A형 외에 고고도 폭격기 요격용 D형, 최대 1톤의 폭탄으로 지상 표적물을 공격하는 F형, 어뢰로 적 군함을 공격하는 G형의 기종들이 있었고, 1941년에 생산된 A-1형부터 1945년 5월에 독일이 항복할 때까지 20000여대의 Fw 190 계열의 전투기들이 생산되었다.

## 운용 국가
- 체코슬로바키아 공군(아비아 라이센스 생산 기체들이었다.)
- 프랑스 공군
- 나치독일 공군 (Luftwaffe)
- 헝가리 공군
- 일본 육군 항공대
- 스페인 공군
- 루마니아 공군
- 터키 공군
- 유고슬라비아 공군

## 같이 보기
- 그러먼 F6F 헬캣
- 호커 타이푼
- 가와니시 N1K
- 미코얀-구레비치 MiG-1
- 2식 단좌전투기
- 4식 전투기
- P-51 머스탱
- P-47 선더볼트
- 슈퍼마린 스피트파이어
- 보우트 F4U 콜세어
- 야코블레프 Yak-9